# Lucio Julio Rufo
Lucio Julio Rufo (en latín Lucius Iulius Rufus) fue un senador romano del siglo I, que desarrolló su cursus honorum bajo los imperios de Claudio I y Nerón, aunque su único cargo conocido fue el de consul ordinarius en 67, bajo Nerón.